# Pete de Freitas
Peter Louis Vincent de Freitas (Port of Spain, 2 agosto 1961 – Staffordshire, 14 giugno 1989) è stato un musicista e produttore discografico britannico e batterista negli Echo & the Bunnymen con cui ha prodotto 5 album.
È morto il 14 giugno 1989 a causa di un incidente stradale all'età di 27 anni.